# 品川高尚
品川 高尚（しながわ たかなお、? - 文化11年（1814年））は、江戸時代後期の高家旗本。父は高家旗本品川言氏。通称は駒之助。
文化6年（1809年）11月3日、言氏の死去により家督を相続した。表高家となり、生涯高家職に登用されることはなかった。文化11年死去、年齢不詳。

## 系譜
- 父：品川言氏
- 母：不詳
- 妻：不詳
- 養子：品川氏繁 - 松平近礼の子